# Tomasz Rząsa
Tomasz Mariusz Rząsa est un footballeur polonais né le 11 mars 1973 à Cracovie. Son poste était celui d'arrière gauche.

## Carrière
- 1991-1992 : KS Cracovia -  Pologne
- 1993-1994 : Sokół Pniewy -  Pologne
- 1994-1996 : Grasshopper Zürich -  Suisse
- 1995-1996 : →AC Lugano -  Suisse
- 1997 : BSC Young Boys -  Suisse
- 1997-1999 : De Graafschap -  Pays-Bas
- 1999-2003 : Feyenoord Rotterdam -  Pays-Bas
- 2003-2004 : Partizan Belgrade -  Serbie-et-Monténégro
- 2004-2005 : SC Heerenveen -  Pays-Bas
- 2005-2006 : ADO La Haye -  Pays-Bas
- 2006-2008 : SV Ried -  Autriche

## Sélections
- 36 sélections et 1 but avec la Pologne entre 1994 et 2006.

## Palmarès

### Collectif
Grasshopper Club Zurich
- Championnat de Suisse (2): 1995, 1996.

Feyenoord Rotterdam
- Supercoupe des Pays-Bas de football (1) : 1999.
- Coupe UEFA 2001-2002